# Il viceré di Ouidah
Il viceré di Ouidah (The Viceroy of Ouidah) è un romanzo di Bruce Chatwin, pubblicato nel 1980.
Il libro è stato tradotto in  olandese, svedese, portoghese, giapponese, danese, catalano, spagnolo, francese, polacco, turco, tedesco e italiano.

## Trama
La vicenda si apre con la rievocazione, da parte della famiglia da Silva, degli antichi fasti della loro casa, un tempo ricca e potente sotto la guida del capostipite Dom Francisco Manoel da Silva, un negriero sbarcato sulla costa del Dahomey per avviarvi il commercio degli schiavi. La vicenda ha del paradossale, poiché tutti i discendenti di Dom Francisco, pur rimpiangendo la pratica della Tratta, sono essi stessi di colore, sebbene pronti a disprezzare coloro che sono appena più scuri di loro. Unica eccezione è data da Mama Wewè, una donna più che centenaria, figlia di Dom Francisco, ridotta da anni su un letto, chiusa in uno sdegnoso silenzio. Il suo grido di agonia interrompe la riunione di famiglia. Tutti i suoi familiari accorrono al suo capezzale, interrogandola sulla fine del patrimonio della famiglia. Ella tuttavia non risponde, assorta nel ricordo del padre, che nella sua mente assume i connotati del Cristo in persona, il liberatore dalle sofferenze e dalla morte, colui che riscatterà le miserie del mondo moderno.
A partire da questo punto si innesta la narrazione vera e propria. Viene tracciata l'esistenza di Francisco dalla sua infanzia nelle desolate terre del Sertão. Da lì si dipana un'esistenza avventurosa e piena di vicissitudini, avente tuttavia come unico denominatore la violenza e la spregiudicatezza. Decisiva si rivelerà la sua amicizia con il figlio di un ricco proprietario terriero, Joaquim Coutinho, che lo porrà sotto la sua protezione conducendolo con sé nella sua casa, il forte di Tapuitapera presso Bahia. Qui Francisco vede per la prima volta il mare e si approfondisce quel senso di irrequietezza che lo caratterizzerà in futuro. Il forte di Tapuitapera tuttavia acquista agli occhi di Francisco un significato fortemente simbolico, diventando il simbolo della certezza, della solidità eternamente ricercata e agognata ma mai raggiunta. Nel forte inoltre Francisco approfondisce il suo rapporto con la dimensione materiale degli oggetti, che diventano anch'essi un fine, una prova tangibile della raggiunta soddisfazione al proprio travaglio interiore (qui Chatwin riprende un'idea che approfondirà con Utz).
L'amicizia con Coutinho giunge tuttavia al termine e Francisco si trasferisce nella città di Bahia, trovando lavoro presso un venditore di attrezzature per schiavi. In seguito si incontrerà nuovamente, in maniera casuale durante l'inseguimento di uno schiavo fuggitivo, con Joaquim, nel frattempo entrato nella Tratta a seguito della crisi delle attività di allevamento del padre. Francisco riceve da Joaquim un'offerta di collaborazione per conto di un'associazione di aristocratici brasiliani, intenzionati a speculare sulla tratta degli schiavi. Dopo vari ripensamenti Francisco accetta e viene investito del rango di luogotenente presso il forte portoghese di Sao Joao Baptista de Ajuda, in Dahomey. Si appresta quindi a partire, assistendo prima dell'imbarco ad una messa propiziatoria per il viaggio. Nella descrizione di questo evento Chatwin accentua il carattere pagano della vicenda, riproponendo l'antitesi sa sacro e profano che sarà uno dei fili conduttori dell'intero libro. Colpisce il contrasto tra la crudezza della realtà e la comune aspirazione delle persone, anche le più crudeli, ad una dimensione mistica e ultraterrena di pace.
Il viaggio verso l'Africa del brigantino negriero sul quale Francisco si era imbarcato si conclude un pomeriggio torrido e allucinante, descritto con forte realismo da Chatwin. Il contatto con l'Africa è quantomeno sconvolgente e stravolge la narrazione, nella quale si innestano elementi comuni alla produzione letteraria sull'argomento (si pensi a Joseph Conrad).
Francisco trova il forte distrutto, con il solo tamburmaggiore Taparica sopravvissuto alla strage che i locali avevano perpetrato. Progressivamente riesce tuttavia a riprendere la situazione sotto controllo, grazie all'aiuto dello Yovogan, il ministro del re del Dahomey per il commercio degli schiavi.
Nel corso degli anni Francisco si adatta progressivamente alla sua sistemazione, cedendo al cosiddetto "mal d'Africa". I traffici procedono positivamente e può ormai considerarsi un uomo ricco ed appagato. Fondamentale è la costruzione di Simbodij, la Grande Casa, tentativo di replicare il forte di Tapuitapera e tutto ciò che simboleggia. Un senso di insoddisfazione, che egli cerca di nascondersi acquistando oggetti costosi e rari e stuprando vergini, lo mina tuttavia dall'interno. La nostalgia per il Brasile giunge ad un livello patologico e morboso, conducendolo ad uno stato di profonda prostrazione, alla disperata ricerca di notizie dalla sua terra, che si concretizza in una fitta corrispondenza con Joaquim Coutinho, che tuttavia si mostra freddo con lui.
A seguito del blocco dei traffici di schiavi da parte della marina britannica, in ottemperanza del trattato che aboliva la Tratta del 1821, viene danneggiato economicamente e si pone in cattiva luce con il re del Dahomey, non potendo più soddisfare le richieste di questi. Privo dell'appoggio del vecchio Yovogan, da Silva viene imprigionato con un pretesto dal re e condotto nella capitale del regno. Qui viene condannato a morte, ma essendo bianco la sua esecuzione non può essere effettuata, in quanto non esistono precedenti in proposito. Francisco viene quindi immerso in una vasca piena di indaco, per tingergli la pelle di nero. L'espediente si rivela fallimentare e il re decide di graziarlo. A questo punto lo ritroviamo a corte, dove stringe amicizia con il fratello del re, Kankpè, con il quale fa un patto di sangue. Con l'aiuto di questi da Silva ritrova la sua libertà e si rifugia fuori dal regno.
Kankpè nel frattempo conduce con successo una rivolta contro il fratello, imprigionandolo; inviando in seguito degli emissari da Francisco per offrirgli il monopolio della tratta nel suo regno. Francisco inizialmente diffidente accetta quando Taparica gli si fa incontro. Ritornato alla sua vita di un tempo da Silva aiuta il re (divenuto suo fratello di sangue) a riorganizzare il regno, trasformandolo in una efficiente macchina bellica nelle mani di Kankpè. Questi, spinto dall'ambizione e dalle pressioni dei suoi ministri, decide di muovere guerra alle popolazioni limitrofe. Francisco partecipa attivamente alle varie campagne che si susseguono, finché, disgustato da un massacro particolarmente efferato compiuto da un reggimento di Amazzoni (donne guerriere a servizio del re), decide di rinunciarvi. Ciononostante il re continua l'offensiva, decidendo l'attacco alla roccaforte di Abeokuta, difesa dagli Egba, una popolazione posta sotto il protettorato britannico. Due missionari inglesi addestrano gli Egba all'uso delle armi da fuoco, cosicché l'attacco del re di Ouidah si conclude con la sua disastrosa sconfitta. Nel frattempo gli Inglesi hanno anche attaccato la flotta negriera di Dom Francisco, distruggendola.
Il da Silva accentua la morbosità e i suoi tratti eccentrici, maturando un forte odio per i bianchi, avviando un contrastante quanto anomalo approccio alla fede, che si manifesta attraverso la sua adesione a culti sincretici e misterici locali. Ulteriori problemi vengono dati dall'arrivo di numerosi ex-schiavi liberati, desiderosi di ritornare nelle terre dei loro avi. Completamente impreparati a ciò che li attende, vengono colti dalla disperazione constatando la durezza delle condizioni di vita locali e l'insalubrità del clima. Dom Francisco decide di aiutarli, distribuendo loro appezzamenti di terreno sulla costa e impiegando i più istruiti tra questi come assistenti. Il più intraprendente di questi, Jacinto das Chagas, diventa il suo braccio destro. Il re nel frattempo manifesta l'intenzione di prendere in sposa una moglie non-africana, e la scelta cade sulla giovane figlia di Jacinto, che verrà sposata per procura da Francisco, per poi raggiungere il consorte (non potendo i re di Ouidah per tradizione vedere il mare). L'astio di Jacinto e della sua giovane figlia verso il re si focalizzano su Dom Francisco, che progressivamente viene scalzato dal suo collaboratore, che comincia ad intrattenere relazioni con compratori di schiavi cubani e statunitensi, coprendo questa attività illegale con il commercio delle noci di cola. Anche Dom Francisco decide di avviare quest'ultima attività, collaborando con una ditta francese. Inizialmente tutto sembra procedere positivamente, ma l'emissario della ditta viene richiamato in patria a causa delle malversazioni di Jacinto das Chagas. Un ulteriore colpo della sorte gli viene inferto dall'incendio dello stabilimento di lavorazione della cola, a causa dell'esplosione di una delle noci. 
Lo troviamo alla fine della sua esistenza abbandonato da tutti e odiato dai suoi stessi figli, trascinandosi sulla spiaggia in un ultimo, estremo tentativo dettato dalla disperazione di ricongiungersi alla sua terra, il Brasile, che viene tratteggiato con i caratteri di un Paradiso Terrestre, agognato e irraggiungibile. Nella stessa incrollabile convinzione vivrà la sua ultima figlia, Eugenia (Mama Wewè), che nei suoi ultimi istanti di vita vedrà schiudersi a lei le porte del palazzo d'oro di Bahia (che nella sua immaginazione simboleggiava il Paradiso) ad opera di uno sconosciuto dagli occhi azzurri che la chiamava per nome, in un processo di identificazione-sovrapposizione della figura paterna con quella del Cristo. Questo è probabilmente il punto più significativo del romanzo: si compie il miracolo dell'eucaristia e si raggiunge l'unione metafisica tra Cielo e terra, tra Divino e materiale, tra la realtà e ciò che rimane semplice immaginazione.
Il brusco ritorno alla crudezza dell'evento della morte in tutta la sua materiale brutalità si compie definitivamente spostando la narrazione dal flashback, attraverso il quale si era dipanata la narrazione, al presente. L'Africa, con tutto il suo carico di barbarie riemerge alla superficie, portando con sé i detriti del passato colonialista. Siamo lontanissimi dall'immagine di progresso dell'Europa e ancor più da quella dell'America (non a caso nessuno dei discendenti è stato in America). Il progresso si limita all'introduzione della civiltà materialistica occidentale in un contesto primitivo, producendo fortissimi squilibri in un tessuto sociale dilaniato dagli odi razziali e dalla dittatura. Il romanzo si chiude con tragica ironia con il ritratto di un giovane ufficiale dell'esercito del Benin (nuovo nome del Dahomey dopo la rivoluzione) che schiaccia uno scarafaggio sotto il tacco del suo stivale da combattimento immaginando di arringare la folla sotto lo sguardo di uno zibetto impagliato con le zampe inchiodate a scherno della Crocifissione; un'immagine fortissima che rende efficacemente la vanità e la caducità delle ambizioni umane dinanzi al tempo e l'inconsistenza del singolo dinanzi alla Storia.

## Genesi dell'opera e opere derivate
Il libro nacque da un'idea dello stesso Chatwin quando, a seguito di una sua visita nel Dahomey, apprese la storia del negriero Francisco Félix de Sousa, che aveva stabilito ai primi dell'800 un fiorente traffico di schiavi sulla costa del Benin (in una zona che ancora oggi è chiamata, non a caso Costa degli Schiavi). Vari accenni a questa visita li ritroviamo in altri libri dello stesso Chatwin (ad esempio Che ci faccio qui?), dove apprendiamo i rischi e le difficoltà incontrate nel raccogliere il materiale (venendo il Dahomey interessato in quello stesso periodo da un colpo di Stato) e le perplessità di critici ed editori verso l'opera (ritenuta "barocca" ed eccessivamente violenta). In seguito tuttavia i diritti di realizzazione di un film ispirato all'opera vennero acquistati da Werner Herzog, che ne ricavò un film (che vede tra l'altro la collaborazione di Klaus Kinski nelle vesti di Dom Francisco) dal titolo Cobra verde. Sempre nel suo libro Che ci faccio qui? Chatwin descrive alcune fasi della realizzazione del lungometraggio.

## Edizioni in italiano
- Il viceré di Ouidah, Adelphi, traduzione di Marina Marchesi, 1983. ISBN id-1959